# Cirrus castellanus
Cirrus castellanus са вид перести облаци, част от семейството на високите облаци и са разположени най-високо в тропосферата.
Името им произлиза от латинската дума за замък, укрепление. Формата им наподобява издигащи се във височина кули, които са свързани помежду си с тънка основа. Тези облаци са по-плътни от перестите облаци.
В полярните области височината на долната граница на тези облаци е най-ниска. Тя е между 3000 и 7600 m. Над тропичния пояс се разполагат на най-високо – от 6100 до 18 000 m. В умерените ширини варира между 5000 и 14 000 m. Образуват се при ниски температури и се състоят от ледени кристали.